# Ljungkornlöpare
Ljungkornlöpare (Amara infima) är en skalbaggsart som först beskrevs av Caspar Erasmus Duftschmid 1812.  Ljungkornlöpare ingår i släktet Amara, och familjen jordlöpare. Enligt den svenska rödlistan är arten nära hotad i Sverige. Arten förekommer i Götaland, Öland, Svealand och Nedre Norrland. Artens livsmiljö är havsstränder, jordbrukslandskap, stadsmiljö.